# Balclutha dufela
Balclutha dufela är en insektsart som beskrevs av Webb 1980. Balclutha dufela ingår i släktet Balclutha och familjen dvärgstritar. Inga underarter finns listade i Catalogue of Life.